# Шлях (мистецьке об'єднання)
«Шлях» – молодіжне мистецьке об’єднання, перше позасистемне («неформальне») мистецьке згуртування у Львові після 1944 року. Члени «Шляху» проголосили себе продовжувачами АНУМ і, відповідно, поклали собі за місію боротьбу із «провінційністю, плагіатом, дилетантством, кар’єризмом у мистецтві» (слова з маніфесту АНУМ).
Офіційно зареєстроване 5 жовтня 1989 року під егідою Львівського відділення Українського фонду культури, активно діяло до 1992, після чого де-факто припинило своє існування.
Натхненником, ініціатором і організатором об’єднання був львівський мистецтвознавець і громадський діяч Юрко Бойко. «Ми поклали собі за принцип зібрати людей, з одного боку, талановитих, а з іншого, моральних, які не стоятимуть у черзі за медалями. Не стоять вони і сьогодні», – згадував згодом Ю.Бойко.
Найактивніші члени МО «Шлях»: Микола Андрущук, Андріян Гелитович, Андрій і Петро Гуменюки, Ганна Друль, Влодко Кауфман, Юрко Кох, Михайло Красник, Микола Крицький, Галина Новоженець, Богдан Турецький, Наталка і Ярослав Шиміни, Влодко Костирко.
Впродовж кількох років свого існування товариство постійно виносило на суд глядачів найкращі зразки «дисидентського» мистецтва (зокрема, організувало першу виставку Опанаса Заливахи), висвітлювало й інформувало громадськість про знакові події, явища та події культурного життя, експонувало твори, обґрунтовано визнані згодом одними з найкращих зразків сучасного українського мистецтва.
За роки активної діяльності товариство організувало три виставки у Львові (1989, 1990, 1992), виставки в Києві (до Дня злуки, 1991, Державний музей Т.Г.Шевченка), Харкові, Луцьку, Івано-Франківську (останні – в програмі Міжнародних бієнале «Імпреза '89, '91»), Любліні та Кракові.
МО «Шлях» зробило заявку на ліквідацію монополії на виставкову діяльність Спілки художників України, відкрило публіці нонконформістський, неофіціозний пласт української культури.
МО «Шлях» було невід’ємною частиною молодіжного суспільно-культурного середовища Львова межі 1980-1990-х років – спільно з літераторами з «Бу-Ба-Бу» та «ЛуГоСаду», музикантами гуртів «Плач Єремії» і «Мертвий Півень», журналістами тижневика «Пост-Поступ».